# コナンドラム
コナンドラムは、カリフォルニア産の白ワインである。

## 概要
- コナンドラムとは「謎」という意味である。[1]

- 赤ワインの場合、ボルドーのようにメインの葡萄にいくつかの葡萄を使用して味を整えたりすることはあるが、白ワインでは、通常そういうことはやらない。本ワインのように五種類の葡萄から作るのは珍しい。[2]

- 『ソムリエール (漫画)』の第一巻最終話に登場する。「つくりたい味のイメージが先にあって、それに合うような五種の葡萄を集める」という製法で作られたワインだと評されている[3]。

## 五種の葡萄
- シャルドネ
- ソーヴィニヨン・ブラン
- ヴィオニエ
- セミヨン
- マスカット